# Liste des matchs de l'équipe de Guinée équatoriale de football par adversaire
Cette liste présente les matchs de l'équipe de Guinée équatoriale de football par adversaire rencontré. Lorsqu'une rivalité footballistique particulière existe entre la Guinée équatoriale et un autre pays, une page spécifique est parfois proposée.
- Haut – A
- B
- C
- D
- E
- F
- G
- H
- I
- J
- K
- L
- M
- N
- O
- P
- Q
- R
- S
- T
- U
- V
- W
- X
- Y
- Z

## A

### Angola
Confrontations entre l'Angola et la Guinée équatoriale :
| Date            | Lieu                      | Match                       | Score | Compétition                                 |
| 16 octobre 1988 | Malabo Guinée équatoriale | Guinée équatoriale - Angola | 0-0   | Qualifications pour la Coupe d'Afrique 1990 |
| 2 juillet 2000  | Malabo Guinée équatoriale | Guinée équatoriale - Angola | 0-1   | Qualifications pour la Coupe d'Afrique 2002 |
| 16 juillet 2000 | Luanda Angola             | Angola - Guinée équatoriale | 4-1   | Qualifications pour la Coupe d'Afrique 2002 |

#### Bilan
- Total de matchs disputés : 3
- Victoires de l'équipe d'Angola : 2
- Victoires de l'équipe de Guinée équatoriale : 0
- Match nul : 1

### Algeria
| 16.01.22 | Douala | Algérie - Guinée Équatoriale | 0-1 | CAN 2022 |
| -------- | ------ | ---------------------------- | --- | -------- |

## C

### Côte d'Ivoire
| 4 Février 2012  | Malabo  | Côte d'Ivoire - Guinée Équatoriale | 3-0 | CAN 2012 |
| --------------- | ------- | ---------------------------------- | --- | -------- |
| 12 Janvier 2022 | Douala  | Guinée Équatoriale - Côte d'Ivoire | 0-1 | CAN 2022 |
| 22 Janvier 2024 | Abidjan | Guinée Équatoriale - Côte d'Ivoire | 4-0 | CAN 2024 |

## G

### Gambie
Confrontations entre la Guinée équatoriale et la Gambie :
| Date         | Lieu                      | Match                       | Score | Compétition  |
| 29 mars 2011 | Malabo Guinée équatoriale | Guinée équatoriale - Gambie | 1-0   | match amical |

#### Bilan
- Total de matchs disputés : 1
- Victoires de l'équipe de Guinée équatoriale : 1 (100 %)
- Victoires de l'équipe de Gambie : 0 (0 %)
- Match nul : 0 (0 %)

### Guinée
| Date        | Lieu    | Match                        | Score | Compétition       |
| ----------- | ------- | ---------------------------- | ----- | ----------------- |
| 28 JAN 2024 | Abidjan | Guinée Équatoriale vs Guinée | 0-1   | CAN 2024 (Tour 2) |

### Guinea-Bissau
Confrontations entre la Guinée équatoriale et le Guinea-Bissau
| Date            | Lieu    | Match                             | Score | Compétition |
| --------------- | ------- | --------------------------------- | ----- | ----------- |
| 18 Janvier 2024 | Abidjan | Guinée Équatoriale -Guinea-Bissau | 4-2   | CAN 2024    |

## M

### Mali
| 25.03.16 | Bamaco Mali               | Mali - Guinée Équatoriale | 1-0       | CAN 2017 Q |
| -------- | ------------------------- | ------------------------- | --------- | ---------- |
| 28.03.16 | Malabo Guinée équatoriale | Guinée Équatoriale - Mali | 0-1       | CAN 2017 Q |
| 26.01.22 | Limbé Cameroun            | Mali - Guinée Équatoriale | 0-0 (5-6) | CAN 2022   |

### Maroc
Confrontations entre la Guinée équatoriale et le Maroc :
| Date            | Lieu                      | Match                      | Score | Compétition                                                      |
| 13 octobre 2002 | Rabat Maroc               | Maroc - guinée équatoriale | 5-0   | Qualifications à la Coupe d'Afrique des nations de football 2004 |
| 6 juillet 2003  | Malabo Guinée équatoriale | Guinée equatoriale- Maroc  | 0-1   | Qualifications à la Coupe d'Afrique des nations de football 2004 |
| 11 août 2010    | Rabat Maroc               | Maroc - Guinée équatoriale | 2-1   | match amical                                                     |

#### Bilan
- Total de matchs disputés : 3
- Victoires de l'équipe de Guinée équatoriale : 0 (0 %)
- Victoires de l'équipe du Maroc : 3 (100 %)
- Match nul : 0 (0 %)

### Nigeria
Confrontations Officielle entre la Guinée équatorialeet la Nigeria
| Date            | Lieu    | Match                        | Score | Compétition                           |
| --------------- | ------- | ---------------------------- | ----- | ------------------------------------- |
| 15 Juin 2008    | Malabo  | Guinée équatoriale - Nigeria | 0-1   | QUALIFIÉ. COUPE DU MONDE 2010 AFRIQUE |
| 21 juin 2008    | Lagos   | Nigeria - Guinée équatoriale | 2-0   | Qualifié. Coupe du Monde 2010 Afrique |
| 14 Janvier 2024 | Abidjan | Nigeria - Guinée équatoriale | 1-1   | CAN 2024                              |

## R

### République centrafricaine

#### Confrontations
Confrontations entre la République centrafricaine et la Guinée équatoriale :
|   | Date              | Lieu        | Match                                          | Score           | Compétition                                         |
| - | ----------------- | ----------- | ---------------------------------------------- | --------------- | --------------------------------------------------- |
| 1 | 14 décembre 1984  | Brazzaville | République centrafricaine - Guinée équatoriale | 1-1             | Coupe de l'UDEAC 1984 (gr. A)                       |
| 2 | 17 décembre 1990  | Brazzaville | République centrafricaine - Guinée équatoriale | 3-3 (tab : 5-4) | Coupe de l'UDEAC 1990 (es) (match pour la 5e place) |
| 3 | 11 novembre 1999  | Libreville  | Guinée équatoriale - République centrafricaine | 4-2             | Coupe UNIFFAC des nations                           |
| 4 | 1er décembre 2009 | Bangui      | République centrafricaine - Guinée équatoriale | 1-0             | Coupe de la CEMAC 2009 (gr. A)                      |
| 5 | 13 décembre 2009  | Bangui      | République centrafricaine - Guinée équatoriale | 3-0             | Coupe de la CEMAC 2009 (finale)                     |
| 6 | 7 septembre 2011  | Malabo      | Guinée équatoriale - République centrafricaine | 3-0             | Match amical                                        |

#### Bilan
Au 19 avril 2019 :
- Total de matchs disputés : 6
- Victoires de la République centrafricaine : 2
- Matchs nuls : 2
- Victoires de la Guinée équatoriale : 2
- Total de buts marqués par la République centrafricaine : 10
- Total de buts marqués par la Guinée équatoriale : 11

## S

### Sénégal
Confrontations entre la Guinée équatoriale et le Sénégal :
| Date             | Lieu    | Match                        | Score | Compétition                               |
| 25 janvier 2012  | Bata    | Guinée équatoriale - Sénégal | 2-1   | CAN 2012 (1er tour)                       |
| 9 juin 2017      | Dakar   | Sénégal - Guinée équatoriale | 3-0   | Qualifications pour la CAN 2019 (2e tour) |
| 17 novembre 2018 | Bata    | Guinée équatoriale - Sénégal | 0-1   | Qualifications pour la CAN 2019 (2e tour) |
| 30 janvier 2022  | Yaoundé | Sénégal - Guinée équatoriale | 3-1   | CAN 2021 (Quart de finale)                |

#### Bilan
- Total de matchs disputés : 4
- Victoires de l'équipe de Guinée équatoriale : 1 (23 %)
- Victoires de l'équipe du Sénégal : 3 (77 %)
- Match nul : 0 (0 %)

### Sierra Leone

#### Confrontations
Confrontations entre la Sierra Leone et la Guinée équatoriale :
|   | Date             | Lieu     | Match                             | Score | Compétition                                                      |
| - | ---------------- | -------- | --------------------------------- | ----- | ---------------------------------------------------------------- |
| 1 | 8 septembre 2002 | Malabo   | Guinée équatoriale - Sierra Leone | 1-3   | Qualifications à la Coupe d'Afrique des nations 2004 (gr. 7)     |
| 2 | 22 juin 2003     | Freetown | Sierra Leone - Guinée équatoriale | 2-0   | Qualifications à la Coupe d'Afrique des nations 2004 (gr. 7)     |
| 3 | 1er juin 2008    | Malabo   | Guinée équatoriale - Sierra Leone | 2-0   | Éliminatoires de la Coupe du monde 2010 : zone Afrique (2e tour) |
| 4 | 6 septembre 2008 | Freetown | Sierra Leone - Guinée équatoriale | 2-1   | Éliminatoires de la Coupe du monde 2010 : zone Afrique (2e tour) |
| 5 | 9 juin 2012      | Malabo   | Guinée équatoriale - Sierra Leone | 2-2   | Éliminatoires de la Coupe du monde 2014 : zone Afrique, groupe B |
| 6 | 7 septembre 2013 | Freetown | Sierra Leone - Guinée équatoriale | 3-2   | Éliminatoires de la Coupe du monde 2014 : zone Afrique, groupe B |
| 7 | 20 Janvier 2022  | Limbé    | Sierra Leone - Guinée équatoriale | 0-1   | CAN 2022 (gr. E)                                                 |

#### Bilan
- Total de matchs disputés : 7
- Victoires de la Sierra Leone : 4
- Matchs nuls : 1
- Victoires de la Guinée équatoriale : 2
- Total de buts marqués par la Sierra Leone : 12
- Total de buts marqués par la Guinée équatoriale :9

### Soudan du Sud

#### Confrontations
Confrontations entre la Guinée équatoriale et le Soudan du Sud :
|   | Date             | Lieu   | Match                              | Score | Compétition                                                  |
| - | ---------------- | ------ | ---------------------------------- | ----- | ------------------------------------------------------------ |
| 1 | 5 septembre 2015 | Djouba | Soudan du Sud - Guinée équatoriale | 1-0   | Qualifications à la Coupe d'Afrique des nations 2017 (gr. C) |
| 2 | 4 septembre 2016 | Malabo | Guinée équatoriale - Soudan du Sud | 4-0   | Qualifications à la Coupe d'Afrique des nations 2017 (gr. C) |

#### Bilan
Au 4 mai 2019 :
- Total de matchs disputés : 2
- Victoires de la Guinée équatoriale : 1
- Matchs nuls : 0
- Victoires du Soudan du Sud : 1
- Total de buts marqués par la Guinée équatoriale : 4
- Total de buts marqués par le Soudan du Sud : 1